# Get Rich or Die Tryin' (album)
| Recensione           | Giudizio |
| -------------------- | -------- |
| AllMusic             | [ 17 ]   |
| Blender              | [ 18 ]   |
| Entertainment Weekly | B        |
| The Guardian         | [ 20 ]   |
| Los Angeles Times    | [ 21 ]   |
| Pitchfork            | 7/10     |
| Q                    | [ 23 ]   |
| Rolling Stone        | [ 24 ]   |
| USA Today            | [ 25 ]   |
| XXL                  | [ 26 ]   |

Get Rich or Die Tryin' è il secondo album in studio del rapper statunitense 50 Cent, pubblicato il 6 febbraio 2003.
Nel suo primo anno di pubblicazione il disco ha venduto più di 9 milioni di copie negli Stati Uniti e 12 milioni in tutto il mondo arrivando in Italia alla posizione numero 13. L'album ha debuttato al numero uno della classifica statunitense Billboard 200, vendendo 872,000 copie nella prima settimana. Dall'album sono stati estratti ben cinque singoli, inclusi In da Club, che conta più di 1 miliardo di visualizzazioni su YouTube, 21 Questions e P.I.M.P.
A partire dal 2003, ha venduto nove milioni di copie negli Stati Uniti, diventando così il quarto album hip hop più venduto di sempre negli Stati Uniti. Al momento della sua uscita, l'album ha ricevuto delle recensioni positive dalla maggior parte dei critici musicali ed è stato nominato ai Grammy Awards nella categoria Best Rap Album, perdendo poi contro  Speakerboxxx/The Love Below degli OutKast.
Get Rich or Die Tryin' è stato indicato da varie riviste di settore come uno degli album migliori degli anni duemila. Nel 2020, il disco è stato certificato nove volte disco di platino dalla Recording Industry Association of America (RIAA). Fu l'album più venduto nel 2003 negli Stati Uniti. Nel 2020 la rivista Rolling Stone ha inserito Get Rich or Die Tryin' alla posizione numero 280 nella terza revisione della lista dei 500 migliori album di sempre da loro redatta.

## Descrizione

### Origine e storia
Prima della pubblicazione del suo mixtape, il 24 maggio 2000 a 50 Cent furono sparati nove colpi di arma da fuoco nel Queens a New York, durante un regolamento di conti. Egli riuscì a sopravvivere, ma fu scaricato dalla propria etichetta discografica, la Columbia Records, che non voleva avere a che fare con un criminale conclamato, e rimase quindi senza contratto. Nel 2002, Eminem ascoltò una copia del nastro Guess Who's Back? di 50 Cent per tramite dell'avvocato di Jackson (Curtis James Jackson III, vero nome di 50 Cent), che stava lavorando con il manager di Eminem Paul Rosenberg. Favorevolmente colpito dal mixtape, Eminem invitò 50 Cent a Los Angeles dove lo presentò al produttore discografico Dr. Dre. 50 Cent firmò un contratto da un milione di dollari con Dr. Dre e pubblicò il suo successivo mixtape, No Mercy, No Fear. Il nastro conteneva il singolo Wanksta inserito nella colonna sonora del film 8 Mile, che in seguito finì in Get Rich or Die Tryin'. Sia Eminem sia Dr. Dre cominciarono quindi a lavorare sull'album di debutto del rapper, insieme ai produttori Mike Elizondo, Sha Money XL, ed altri.
Il primo singolo In da Club fu la prima di sette tracce che 50 Cent registrò in cinque giorni con Dr. Dre. Eminem compare come ospite in un paio di brani, Patiently Waiting e Don't Push Me. Le canzoni vedono inoltre la partecipazione di rapper della G-Unit, come Lloyd Banks (Don't Push Me), Tony Yayo (Like My Style) o Young Buck (Blood Hound). Il singolo seguente 21 Questions non piaceva a Dr. Dre, che non lo avrebbe voluto includere nell'album. Secondo 50 Cent, Dre pensava che non fosse abbastanza "gangsta". 50 Cent rispose che il pezzo rispecchiava la duplicità della propria personalità. Back Down era un brano strumentale composto da Dr. Dre. Originariamente doveva essere usato per l'album di Rakim Oh My God, che però a causa di divergenze creative non fu mai pubblicato.

### Singoli
Il primo singolo estratto dall'album, In da Club, fu certificato disco di platino dalla Recording Industry Association of America (RIAA), riscuotendo enorme successo a livello internazionale e diventando il primo singolo di 50 Cent a raggiungere la vetta della classifica statunitense Billboard Hot 100 che detenne per nove settimane, restando in classifica per ventidue settimane complessive. La traccia raggiunse anche la prima posizione nelle classifiche Top 40 Tracks, Hot R&B/Hip-Hop Songs e Hot Rap Tracks. A livello mondiale la canzone raggiunse la prima posizione in Danimarca, Germania, Irlanda e Svizzera e la top five in Austria, Belgio, Finlandia, Grecia, Norvegia, Svezia, Paesi Bassi, e Regno Unito. Ricevette due nomination ai Grammy Awards nelle categorie Best Male Rap Solo Performance e Best Rap Song. In da Club è considerata una delle migliori canzoni rap di tutti i tempi, che introduce un nuovo suono e ritmo nel rap. La canzone è inserita al numero 18 nella classifica "100 Greatest Hip-Hop Songs of All Time" di VH1. La rivista statunitense Rolling Stone ha inserito la canzone al numero 448 nella "Lista delle 500 migliori canzoni secondo Rolling Stone".
Il secondo singolo, 21 Questions, divenne il secondo brano di 50 Cent a raggiungere la vetta della Billboard Hot 100, dove rimase per quattro settimane non consecutive. Trascorse sette settimane in cima alla classifica Billboard Hot R&B/Hip-Hop Songs. Fuori dagli Stati Uniti, 21 Questions raggiunse la sesta posizione nel Regno Unito. Il disco fu certificato disco d'oro dalla RIAA. Many Men (Wish Death) fu il terzo singolo e raggiunse la posizione numero 11 della Bubbling Under R&B/Hip-Hop Singles negli Stati Uniti. Il 14 giugno 2006, Many Men (Wish Death) è stata certificata disco d'oro dalla Recording Industry Association of America (RIAA), con oltre 500,000 copie vendute in America. Il quarto singolo P.I.M.P. fu un altro grande successo raggiungendo la terza posizione nella classifica Billboard Hot 100 e la prima nella Hot Rap Tracks. Fu numero 1 anche in Canada, e certificato disco d'oro dalla RIAA. L'ultimo singolo estratto dal disco, If I Can't, raggiunse la posizione numero 76 nella Billboard Hot 100 e la 34 nella Hot R&B/Hip-Hop Songs.

## Tracce
1. Intro – 0:06
2. What Up Gangsta – 2:59 (Curtis Jackson)
3. Patiently Waiting (feat. Eminem) – 4:48 (Mike Elizondo, Louis Resto, M. Mathers)
4. Many Men (Wish Death) – 4:16 (Darrell Branch, F. Perren, K. St. Lewis, Luis Resto)
5. In da Club – 3:13 (Dr. Dre, Mike Elizondo)
6. High All the Time – 4:29 (C. Hampton, C. Almonacy, H. Banks, Luis Resto, M. Mathers, R. Jackson, M. Clervoix)
7. Heat – 4:14 (T. Coster, Andre Young, Mike Elizondo)
8. If I Can't – 3:16 (Andre Young, Mike Elizondo)
9. Blood Hound (feat. Young Buck) – 4:00 (S. Henderson, D. Brown)
10. Back Down – 4:03 (Andre Young, Mike Elizondo, Ron Feemster)
11. P.I.M.P. – 4:09 (D. Porter)
12. Like My Style (feat. Tony Yayo) – 3:13 (D. Stinson, M. Bernard)
13. Poor Lil' Rich – 3:19 (M. Clervoix)
14. 21 Questions (feat. Nate Dogg) – 3:44 (J. Cameron, V. Cameron, K. Risto)
15. Don't Push Me (feat. Lloyd Banks & Eminem) – 4:08 (Luis Resto, M. Mathers, C. Lloyd)
16. Gotta Make It to Heaven – 4:00 (C. Jackson, D. Wesley)

Deluxe Edition
1. Wanksta – 3:39 (J. Freeman , M. Clervoix)
2. U Not Like Me – 4:15 (A. Thelusma)
3. Life's on the Line – 3:38 (T. Dudley)

Bonus track ristampa
1. P.I.M.P. (feat. Snoop Dogg, Lloyd Banks & Young Buck) – 4:49 (Jackson, Porter, Calvin Broadus, Lloyd, Brown)

## Formazione
- 50 Cent – rap performer, produttore esecutivo
- Justin Bendo – ingegnere del suono
- Sean Blaze – produzione, fonico
- Darrell Branch – produzione
- Tommy Coster – tastiere
- Terence Dudley – produzione
- Mike Elizondo – basso, chitarra, tastiere, produzione
- Eminem – produzione, missaggio, rap performer
- John "J. Praize" Freeman – produzione
- Marcus Heisser – A&R
- Steven King – produzione, missaggio
- Tracy McNew – A&R
- Riggs Morales - A&R
- Megahertz – produzione
- Red Spyda – produzione
- Luis Resto – tastiere
- Ruben Rivera – tastiere, assistente fonico
- Rockwilder – produzione
- Tom Rounds – fonico
- Sha Money XL – produzione, fonico, produttore esecutivo
- Tracie Spencer – voce
- Rob Tewlow – produzione
- Patrick Viala – fonico
- Sacha Waldman – fotografie
- Ted Wohlsen – fonico
- Carlisle Young – ingegnere del suono, editing digitale

## Classifiche

### Classifiche settimanali
| Classifica (2023) | Posizione massima |
| ----------------- | ----------------- |
| Lettonia          | 3                 |

### Classifiche di fine anno
| Classifica (2024) | Posizione |
| ----------------- | --------- |
| Portogallo        | 160       |